# Gazpromavia
Gazpromavia (Gazprom Aviation) é uma aerolínea sediada no Aeroporto Internacional de Ostafyevo, Moscovo, Rússia. Opera voos chárter de passageiros e ónus, principalmente trabalhando pra a indústria do gás e petróleo. Também opera voos regulares de passageiros de Moscovo, oferecendo voos regionais e internacionais.

## História
A aerolínea foi fundado o 3 de fevereiro de 1995, e começou operações o 16 de abril desse mesmo ano. A companhia é propriedade de OAO Gazprom, a maior companhia exportador de gás natural do mundo.
Em 1997 foram lançados planos para adquirir o Aeroporto Internacional de Ostafyevo, em Moscovo, quais completar-se-iam a princípios de 2000, começando às obras de remodelagem para o utilizar como base de operações.

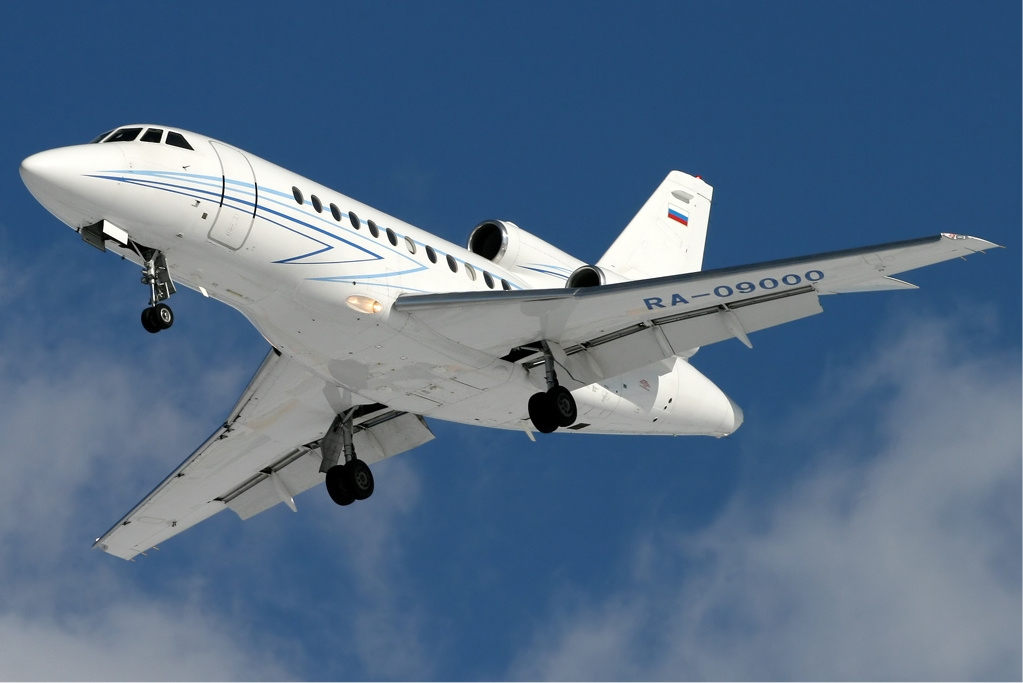
Falcon 900 aterrando no Aeroporto Internacional de Ostafyevo

De 1998 Gazpromavia presta apoio logístico ao Rally Paris-Dakar, disponibilizando para o evento 5 Antonov An-72 com as respectivas tripulações.
Em 2002 a aerolínea recebeu o prêmio Wings of Russia, e no ano seguinte recebeu o mesmo mas por seus serviços de ónus.
Em 2004 a base de operações da línha aerea mudou-se para o Aeroporto Internacional de Ostafyevo, onde se encontra a maioria de seus escritórios administrativos.
Atualmente opera serviços de ónus para Gazprom, transportando peças de vital importância num curto período de tempo para as instalações petrolíferas que as necessitam. As tripulações desta línha aerea recebem formação da mesma empresa que fabrica as aeronaves que irão servir, razão pela qual tem sido catalogada como uma das aerlineas mais seguras de Rússia no 2007.

## Destinos

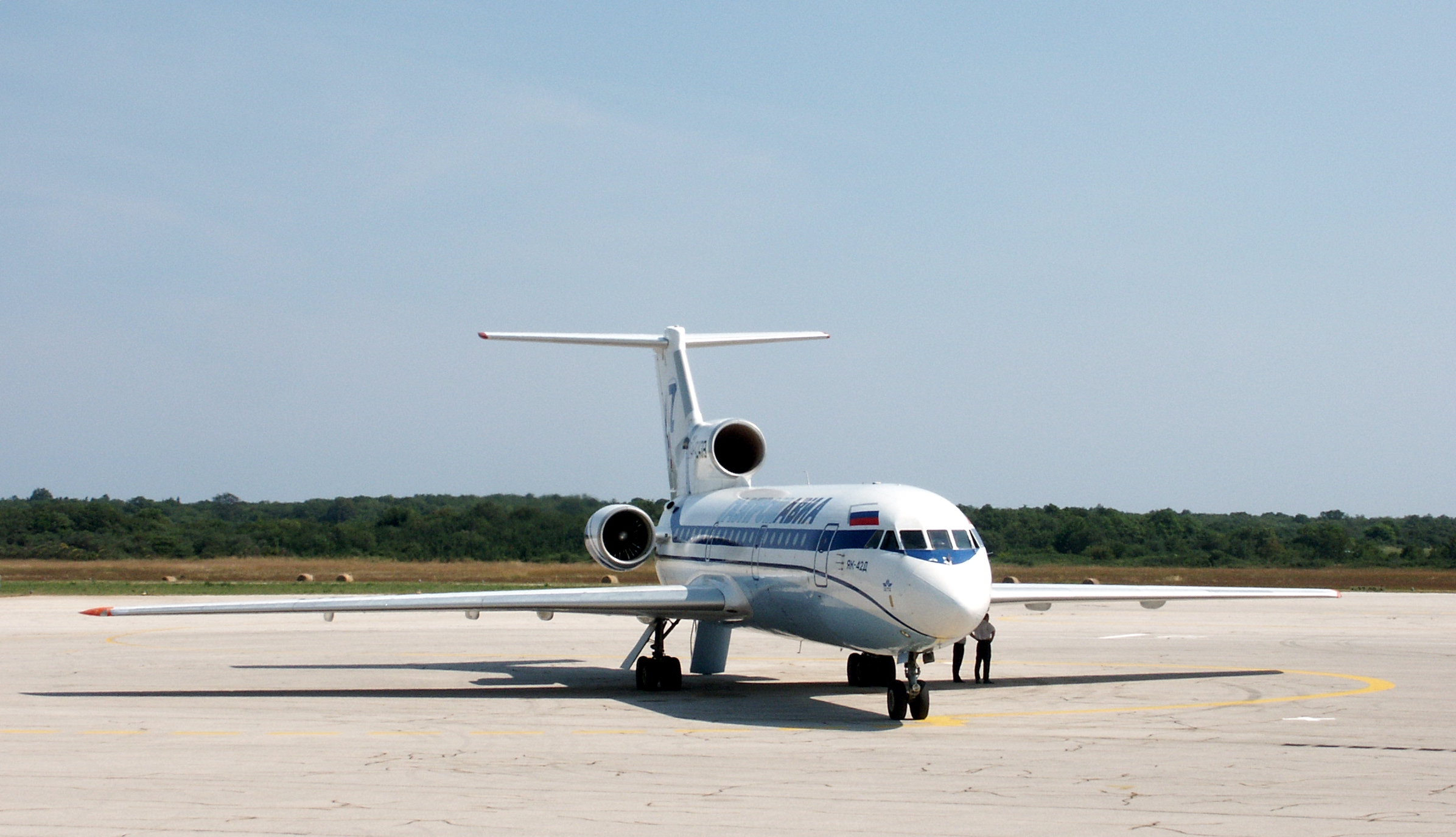
Yakovlev Yak-42 de Gazpromavia estacionado no Aeroporto Internacional de Ostafyevo

Rússia
- Bélgorod

- Beloziorsk

- Magnitogorsk

- Moscovo hub

- Nadym

- Urengói

- Samara

- San Petersburgo

- Tyumen

### Internacionais
Sérvia
Belgrado
Predefinição:Country data Uzbekistán
Nukus

## Frota
Possuem uma grande frota de aeronaves, composta principalmente por aeronaves de fabricação soviética, que, dadas suas capacidades operacionais, são mais às necessidades da línha aerea, como por exemplo as pistas pouco preparadas. Também possuem aviões executivos, os quais são utilizados para voos VIP ou charter (maio de 2020).
| Antonov An-74       | 9  | — |  |  |  |  |
| Boeing 737-700      | 3  | — |  |  |  |  |
| Sukhoi Superjet 100 | 10 | — |  |  |  |  |
| Eurocopter EC 135   | 8  | — |  |  |  |  |
| Dassault Falcon 900 | 5  | — |  |  |  |  |
| Dassault Falcon 7X  | 1  | — |  |  |  |  |
| Ilyushin Il-76      | 2  | — |  |  |  |  |
| Tupolev Tu-134      | 1  | — |  |  |  |  |
| Tupolev Tu-154      | 4  | — |  |  |  |  |
| Yakovlev Yak-42     | 8  | — |  |  |  |  |
| Yakovlev Yak-40     | 5  | — |  |  |  |  |
| Total               | 56 | — |  |  |  |  |

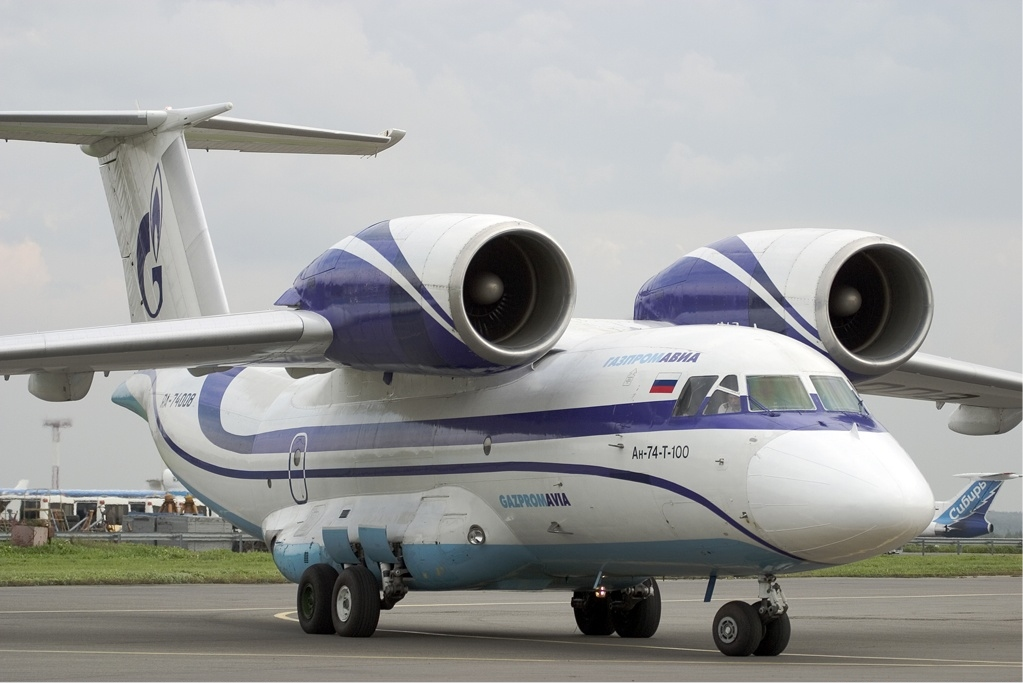
Antonov An-72 da aerolínea

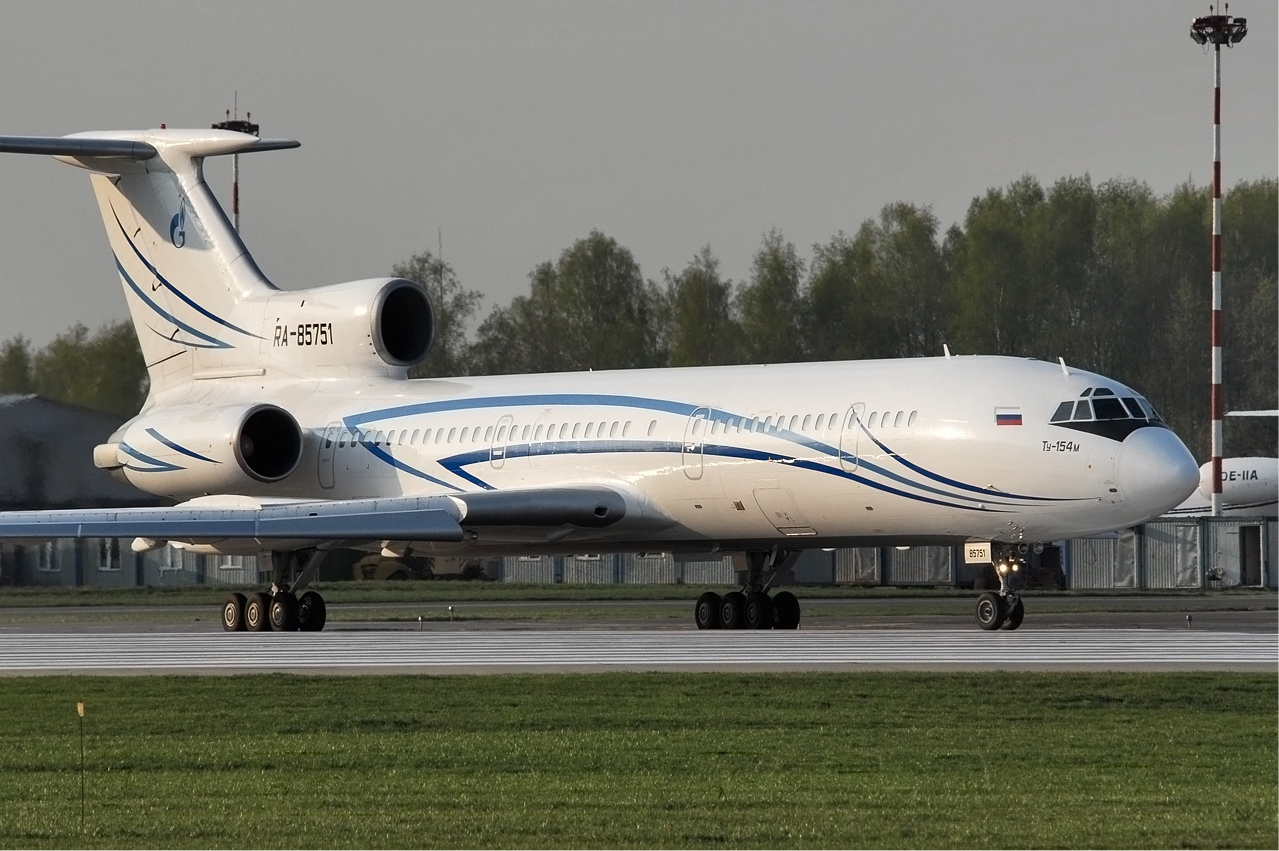
Teu-154 pertencente a Gazpromavia

Também possuem numerosos helicópteros para chegar a locais onde não há pistas de pouso ou onde o serviço simplesmente não requer mais espaço do que esses dispositivos oferecem..
- 5 Mil Meu-2

- 56 Mil Meu-8

- 15 Mil Meu-17

- 1 Eurocopter EC 120

- 15 Kamov Ka-26

## Acidentes e Incidentes
- O 9 de janeiro de 2009 um Meu-17 precipitou-se a solo ao sul da República de Altái, em Rússia. Matando a 7 das 11 pessoas a bordo.[1][2]

- O 22 de julho de 2009 um Meu-8 se estrelló para perto de Kotovo no Óblast de Volgogrado matando a 6 das 8 pessoas que viajavam no aparelho.[3][4]
- O 12 de julho de 2024 o Voo 9608 de Gazpromavia, um avião Sukhoi Superjet 100 se estrelló para perto de a cidade de Kolomna, no Óblast de Moscovo. Os 3 tripulantes a bordo morreram no acidente.[5]

## Veja-se também
- Anexo:Aerolíneas de Rússia